# Euxoa juliae
Euxoa juliae là một loài bướm đêm trong họ Noctuidae.